# Louis Charles Garans
Œuvres principales
- Belle-Ile-en-Mer : histoire d'une île (1999)
- Sarah Bernhardt: Itinéraire d'une divine (2005)

Louis Charles Raphaël Garans est un écrivain, journaliste, photographe et historien français, né le 27 mars 1928 à Paris et mort le 28 octobre 2010 au Palais à Belle-Île-en-Mer,. Il est l'auteur d'ouvrages consacrés à l'histoire de Belle-Île-en-Mer.

## Biographie
Ayant fréquenté dans sa jeunesse au début des années 50 la bohème de Saint-Germain-des-Prés, il est l'auteur de bon nombre de photos prises dans les rues et cafés du quartier qui illustreront, bien des années plus tard, certains ouvrages consacrés à cette époque et notamment aux participants de l'Internationale lettriste fréquentant le café Chez Moineau.
Il y rencontre une belliloise, Nicole, qui le demande en mariage. Ils auront 10 enfants et 30 petits enfants. Ils s'installent à Belle île en mer en 1965 
après avoir égaré son portefeuille avec leurs billets de bateau. Il commence par exercer divers petits métiers: réparateur de télés, de radios, d'appareils photo, artisan de son entreprise de bâtiment, d'électricité, de plomberie...  
En mars 1979, il fonde  avec deux amis le mensuel La Gazette de Belle-île-en-Mer, dans laquelle il écrira chaque édito. Il a également été l'un de fondateurs de la Société historique de Belle-île-en-Mer et collectionnait tout ce qui a trait à l'île et à son histoire.

## Publications

### Ouvrages
- Belle-Ile-en-Mer : Souvenirs... Souvenirs, Quimper, Editions Henri Belbéoch, 1996, 203 p. (ISBN 978-2-9504685-2-9)
- Belle-Ile-en-Mer : histoire d'une île, Quimper, Éditions Palantines, 1999, 188 p. (ISBN 978-2-911434-06-8)
- Petits souvenirs : Belle Isle en Mer, Éditions Pêcheur d'Images, 2004, 50 p. (ISBN 978-2-909292-69-4)
- Sarah Bernhardt : itinéraire d'une divine, Quimper, Éditions Palantines, 2005, 127 p. (ISBN 978-2-911434-43-3)[6]

### Articles
- Revue Belle-Ile Histoire de la Société historique de Belle-Île-en-Mer[7] :
  - « L'École Maritime de Port-Hallan » (no 2 1991)
  - « La véritable histoire du drame de Kerdonis » (no 4 1992)
  - « Les Gondi de Retz, marquis de Belle-Isle » (no 13 1995)
  - « La bibliothèque de l'occupant 1939 - 1945 » (no 18 1996)
  - « 1944, le drame de la Teignouse un simple fait de guerre » (no 29 2001)
  - « André Gide à Belle-Île » (no 32 2002)
  - La Gazette de Belle-Île-en-Mer[8], parution mensuelle depuis avril 1979
  - « Belle-Île-en-Mer : description et histoire - Louis Donatien Le Ray » (1981)
  - « La pêche à la sardine à Belle-Ile-en-Mer » (1982)
  - « Petit homme n'est pas mort : évasion de Blanqui » (1982)[9]
  - « Histoire de la maison de correction de Belle Ile en Mer » (en deux parties: 1983, 1984)
  - « Nicolas Fouquet, marquis de Belle-Isle-en-Mer » (en deux parties: 1985, 1986)
  - « Histoire de la maison d'arrêt de Belle-Ile-en-Mer » (1986)
  - « Histoire du pénitencier de Belle-Ile-en-Mer, Haute-Boulogne, Bruté » (1987)[10]
  - « L'authentique journal de l'invasion anglaise de Belle-Îsle en Mer en 1761 » (1988)

## Photographies

### Illustrateur
- Michèle Bernstein, La Nuit, Paris, Buchet-Chastel, 1961, 181 p. (Réédition chez Allia, 2013  (ISBN 9782844856609), page de couverture prise à Belle-Île-en Mer en 1956).
- Jean-Michel Mension, Gérard Berréby et Francesco Milo, La Tribu : entretiens avec Gérard Berréby & Francesco Milo, Éditions Allia, 1998, 141 p. (ISBN 978-2-911188-71-8, lire en ligne), photos pages 22, 25, 27,104 et 107 (Ivan Chtcheglov à la bouteille) et 119. La réédition de 2018  (ISBN 979-10-304-0812-6) propose en plus de beaux clichés inédits de Jean-Claude Guilbert pages 7, 80-81 (dont un hélas desservi par la mise en page) et de Guy Debord intime pages 82-83.
- Jean-Michel Mension (Alexis Violet), Le temps gage : Aventures politiques et artistiques d'un irrégulier à Paris, Éditions Noésis, collection Moisson rouge, 2001, 416 p. (ISBN 2-911606-72-8), page de couverture prise à Saint-Germain-des-Prés en 1953.